# Мајски
Мајски (рус. Майский) град је у Русији у Кабардино-Балкарији. Према попису становништва из 2010. у граду је живело 26755 становника.

## Становништво
| 1939. | 1959.  | 1970.  | 1979.  | 1989.  | 2002.  | 2010.  |
| ----- | ------ | ------ | ------ | ------ | ------ | ------ |
| 5.945 | 12.387 | 18.623 | 21.576 | 24.665 | 27.037 | 26.755 |